# Steven Noster
Steven Noster (* 22. März 1990 in Merzig) ist ein deutscher Dartspieler. Er wurde 2021 der erste deutsche Dartspieler, der ein Turnier auf der PDC Challenge Tour, der „zweithöchsten Spielklasse der PDC nach dem Profi-Circuit“, gewinnen konnte.

## Karriere
Steven Noster spielt seit 2000 aktiv Darts. Zu Beginn seiner Karriere war er vor allem im E-Dart aktiv, wo er mehrfach Meister in seinem Heimatbundesland Saarland wurde und mit seiner Mannschaft den deutschen Meistertitel holte. Inzwischen spielt Noster jedoch ebenfalls vermehrt Steeldart.
Bei der European Q-School 2021 erreichte er die Final Stage, konnte sich allerdings keine Tour Card erspielen. Anfang Juli 2021 gewann Noster als erster Deutscher auf der PDC Challenge Tour ein Turnier. Dafür besiegte er unter anderem Rowby-John Rodriguez, Viktor Tingström und im Finale mit 5:3 Richard Veenstra. Zwei Monate später folgte ein weiterer Turniersieg nach Siegen über Brian Raman und im Finale Jimmy Hendriks.
Als Zweiter der Challenge Tour Order of Merit verpasste er nur knapp eine Tour Card, auch eine weitere Q-School Teilnahme Anfang 2022 blieb ohne Erfolg. Durch seine Leistungen auf der PDC Challenge Tour 2021 qualifizierte er sich für die UK Open 2022, konnte jedoch nicht teilnehmen. Ende März nahm Noster als Nachrücker an zwei Players Championships in Niedernhausen teil. Beim zweiten davon gewann er ein Spiel gegen Ross Smith. Seine Teilnahme an der Super League 2022 sagte er aus beruflichen Gründen ab.
Bei der Q-School 2023 nahm Noster nicht teil. Erst 2024 war er wieder gemeldet und erreichte dank einem guten dritten Tag die Final Stage, die er jedoch nicht erfolgreich gestalten konnte. Daraufhin spielte er die PDC Europe Next Gen, wo er zwei Turniersiege verzeichnen konnte. Durch seine Leistungen qualifizierte er sich für die Super League Darts 2024. Dort unterlag er im Achtelfinale Dragutin Horvat.
Bei der Q-School 2025 kam Noster erneut dank eines guten dritten Tages in die Final Stage. Hierbei erreichte er am zweiten Tag das Finale, das er jedoch gegen Kai Gotthardt verlor. Letztlich scheiterte Noster um zwei Plätze in der Rangliste an der Tour Card.

## Titel

### PDC
- Secondary Tour Events
  - PDC Challenge Tour
    - PDC Challenge Tour 2021: 4, 9
- Sonstige
  - PDC Europe Next Gen
    - PDC Europe Next Gen 2024: 6, 11